# 황금나침반 (영화)
《황금나침반》(영어: The Golden Compass)은 2007년 개봉한 판타지 모험 영화이다.

## 출연진

### 실물
- 다코타 블루 리처즈
- 니콜 키드먼
- 대니얼 크레이그
- 샘 엘리엇
- 에바 그렌
- 짐 카터
- 톰 코트니
- 클레어 히긴스
- 벤 워커
- 찰리 로
- 스티븐 로턴
- 데릭 재커비
- 크리스토퍼 리
- 사이먼 맥버니
- 해티 모러핸
- 제이슨 왓킨스

### 목소리
- 이언 매켈런
- 프레디 하이모어
- 이언 맥셰인
- 캐시 베이츠
- 크리스틴 스콧 토머스

## 기타 제작진
- 배역: 루시 베번, 피오나 위어
- 미술: 데니스 개스너
- 의상: 루스 마이어스
- 조명: 브라이언 구
- 애니메이션 감독: 에릭 얀 더부르

## 음악
프랑스의 작곡가 알렉상드르 데스플라가 영화의 음악을 작곡하였다. 영국의 가수 케이트 부시가 작곡하고 부른 노래 〈Lyra〉가 사운드트랙 맨 마지막 곡으로 수록되었다. 사운드트랙 앨범은 2007년 12월 11일 뉴 라인 레코드를 통해 발매되었다.